# Monte Rosalía
El monte Rosalía (en inglés: Mount Rosalie) es una elevación de 430 m s. n. m. ubicada en el extremo noreste de la isla Gran Malvina del archipiélago de las Malvinas, que según la Organización de las Naciones Unidas (ONU), está en litigio de soberanía entre el Reino Unido, quien la administra como parte del territorio británico de ultramar de las Malvinas, y la Argentina, quien reclama su devolución, y la integra en el departamento Islas del Atlántico Sur de la provincia de Tierra del Fuego, Antártida e Islas del Atlántico Sur.
Este monte se localiza junto al monte Jersey, en la zona de la boca septentrional del estrecho de San Carlos que lo separa de la Isla Soledad. También se encuentra entre la bahía Roca Blanca y el puerto de los Brazos, y al noreste de Las Seis Colinas.